# Throop (Nowy Jork)
Throop – miasto w Stanach Zjednoczonych, w stanie Nowy Jork, w hrabstwie Cayuga.